# Renato Sanches
Renato Júnior Luz Sanches (født 18. august 1997)  er en portugisisk fodboldspiller, der spiller central midtbane) hos Roma og på Portugals landshold.
Renato startede sin professionelle karriere i Benfica og har også spillet for Bayern München i Tyskland. For Portugals landshold var han med til at vinde guld ved EM 2016 i Frankrig efter finalesejr over værtsnationen.